# Original War
Original War là một game chiến lược thời gian thực do công ty Altar Interactive của Cộng hòa Séc phát triển và được Virgin Interactive phát hành vào ngày 15 tháng 6 năm 2001. Nó được phát hành lại tại Anh dưới nhãn hiệu Sold Out vào năm 2004, và sau đó được phát hành lại bởi Good Old Games vào năm 2008.
Tại Bắc Mỹ, tựa game này là một phần trong phạm vi ngân sách 20 đô la từ hãng Titus Interactive được đặt thương hiệu bằng tên Virgin Interactive cùng với Screamer 4x4, Codename: Outbreak và Nightstone.
Original War lấy bối cảnh Liên Xô bị đặt dưới ách thống trị tối cao của Mỹ. Sự thất vọng chuyển sang phẫn nộ khi các nhà khoa học Liên Xô tìm thấy dấu vết của khu định cư của người Mỹ và khoáng sản Alaskite, nguồn sức mạnh của Hoa Kỳ, ở vùng Siberia xa xôi. Một đoàn quân viễn chinh của Liên Xô được gửi qua EON, ở đây được gọi là TAWAR, để đẩy lùi bọn trộm cắp Mỹ và bảo tồn những gì hợp pháp của họ. Vì lý do này, tựa game nhận được đánh giá từ Pan European Game Information 18 với sự phân biệt đối xử về mô tả nội dung.

## Đón nhận
Tạp chí Pelit của Phần Lan đã cho Original War số điểm lên tới 82% trong một bài đánh giá dài hai trang. Nhà phê bình Aleksi Stenberg đã viết rằng cốt truyện và lối chơi khác thường khiến trò chơi "trông có vẻ thú vị hơn một đóng game Red Alerts." Stenberg khởi đầu với Original War vào thời điểm trở nên mệt mỏi với thể loại này. Ông ấy cũng khen ngợi giao diện. Stenberg còn chỉ trích các lớp nhân vật quá chuyên biệt, thiết kế xe cộ và phần lồng tiếng trong game.
Tạp chí máy tính tổng hợp của Phần Lan MikroBITTI đã trao số điểm cho game này lên tới 91%. Bài đánh giá của nó ca ngợi khả năng chơi của trò chơi và đề cập phần lồng tiếng là tính năng tiêu cực duy nhất trong game.